# Audrey Raines
Audrey Raines a 24 című televíziós sorozat egyik szereplője. Kim Raver alakítja. Audrey a 4–6. évadban, illetve a 24: Élj egy új napért! című limitált sorozatban szerepel.

## Szereplései
|  | Alább a cselekmény részletei következnek! |

### A 4. évadban
Audrey James Heller védelmi miniszter lánya. Viszonyt folytat Jack Bauerrel. Az első részben Audreyt és James Hellert terroristák elrabolják. A terroristák terve az, hogy nyilvánosan kivégzik Hellert. Audrey a terroristák között felismer egy embert, akit már korábban is látott egy munkavacsorán. Heller nem akarja, hogy nyilvánosan haljon meg, úgy gondolja, ez nagy trauma lenne az országnak, ezért lányával együtt eldöntik, hogy megölik magukat, és Heller titokban kinyitja a gázcsapokat. A terroristák azonban az utolsó pillanatban észreveszik ezt, és "megmentik" Hellert és Audreyt. Jack kb. a 6. részben kiszabadítja őket. Audrey ezután Jacknek segít, együtt nyomoznak. Egy házba jutnak, ahol csapdába ejtik őket a terroristák segítői. Audrey és Jack Tony Almeida volt CTU-s ügynök segítségével szabadulnak ki. Ezután felbukkan Audrey volt férje, Paul Raines neve, lehet, hogy Paul bűnös. Jack és Audrey elmennek Paul házába. Jack kínozza Pault. 
Kiderül, hogy Paul nem bűnös, de tud segíteni. Audreynak nagy trauma volt látni, ahogyan Jack kínozza volt férjét. Eddig nem ismerte Jacknek ezt az oldalát. Később Paul megsebesül, és a CTU kórházrészlegére kerül. Audrey kezd újra összemelegedni vele, ugyanakkor lassan eltávolodik Jacktől. Az évad végén Paul meghal. A CTU-nak csak egy kórházi ágya van, és Jack behoz egy gyanúsítottat a CTU-hoz, akinek sürgősen orvosi ellátásra van szüksége. Jack eltávolítja Pault az ágyról, aki azután összeomlik. Audrey természetesen így még jobban megharagszik Jackre. Audrey azt mondja Jacknek, hogy nem fog működni az ő és Jack kapcsolata. Mégis összeomlik, mikor Bill Buchanan, a CTU vezetője azt a hírt hozza, hogy Jack meghalt. Jack halála csak megrendezett volt, Jacknek el kellett tűnnie.

### Az 5. évadban
Audrey az évad elején a CTU-ba megy dolgozni, segíteni próbál a CTU-nak az ideggáz megtalálásában. Nagyon örül, mikor megtudja, Jack mégsem halt meg. Már nem haragszik Jackre. Audrey közreműködik abban, hogy Linn Mcgillt, a CTU ideiglenes főnökét leléptessék posztjáról, mert Linn nem alkalmas erre a feladatra. Audrey az évad közepén elhívja Kim Bauert, Jack lányát a CTU-ba. Audrey az évad második felében Jacknek segít leleplezni Charles Logan elnököt, aki a terroristákkal működött együtt. Jack megkéri Audreyt, hogy hívja fel apját, James Hellert. Hellert arra szeretnék megkérni, segítsen Logan leleplezésében. Hellernek azonban nem tetszik, hogy Jack le akarja tartóztatni Logant, ezért elfogatja Jacket, és Audreyt is ott tartja embereinél. Heller megpróbálja lemondatni Logant, ez nem sikerül. Közben Jackéket megtámadják a terroristák, Christopher Henderson terroristavezető túszul ejti Audreyt, és sebet ejt rajta. Jack azután megmenti Audreyt, bekötözi a sebét, ezzel megállítja a vérzést. Jacket az évad végén elrabolják a kínaiak, Audreynek ez nagy trauma.

### A 6. évadban
Audrey ebben az évadban csak az évad végén szerepel. Audreyt már egy éve fogságban tartják a kínaiak. A fogvatartó Cheng Zhi ügynök Jacket zsarolja. Egy orosz bomba áramköri lapját kéri tőle, amivel a kínaiak hozzáférhetnek az orosz védelmi technológiához. Jack kiszabadítja Audreyt. Audrey azonban súlyos sokkon ment keresztül, és erősen károsodott az agya. Audrey apja eltiltja Jacket Audreytól, mondván, hogy ő tehet Audrey állapotáról. Jack az évad utolsó részén elmegy Audreyhoz, aki kómában van, és elmondja neki, hogy szakít vele, mert nem tehet mást.

### 24: Élj egy új napért!
Audrey ennek az évadnak a kezdetére teljesen felépült. Londonban van apjával, akit időközben elnöknek választottak. Feleségül ment apja kabinetfőnökéhez, Mark Boudreau-hoz, aki mindent elkövet, hogy Audrey, és Heller elnök ne szerezzen tudomást Jack Bauer Londonban tartózkodásáról. Audrey-nak meg kell birkóznia, apja memóriájának súlyos romlásával, aminek oka egy súlyos betegség. Audrey úgy áll hozzá ehhez a helyzethez, hogy ő és Mark legfontosabb feladata átsegíteni Heller elnököt ezen az időszakon.
|  | Itt a vége a cselekmény részletezésének! |